# Ргошка бања
Ргошка бања или Бањица је субтермална бања код села Ргоште у општини Књажевац.  Са изворишта бање напаја се водом олимпијски базен Бањица.

## Положај
Ргошка бања се налази на обали Сврљишког Тимока, између села Ргошта и рудника Тресибаба и Подвис (који нису у функцији), на око 5 km југозападно од Књажевца.

## Историја
Бања је позната од давнина о чему сведоче остаци некадашњег римског купатила, али се не зна када су људи почели да се ради лечења купају у изворима до којих је прилаз био слободан (сматра се да је то било још у турско време), а прва примитивна купатила су почела да се праве почетком 20. века.
Када је 1932. године кафану и купатило закупио трговац Љуба Тошић Гаша, он је почео да инвестира у објекте и од тада се бањска вода интензивније користе.
После Другог светског рата услуге су кренули да користе многи Књажевчани. То је постало једно од глевних излетишта. Нема неки туристички значај, али има перспективу за развој бањског туризма.

## Хидрологија
На простору Ргошке бање постоји читав низ извора који избијају на водоносном раседу дужине 800m (неки извори се јављају на обалама Сврљишког Тимока, а неки су потопљени).
Топла вода се може добити побијањем пумпи на дубини од 60 цм до 1 м. Са бањског извориста напаја се водом олимпијски базен Бањица.

### Балнеолошка својства воде
Хемијска лабораторија Геоинститута из Београда је 1996.године из вршила анализу воде Ргошке бање, и након испитивања објавила следеће податке:
- Температура минералне воде Ргошка бања 20°-37 °C), и према њој припаде субтермалним хипотермама (20°-34 °C), и може се користити за лечење ишијас, реума и нека нервна обољења,
- Геолошким истраживањем доказано је да воде Ргошке бање имају карактеристике слабије минералне воде, која у погледу хемијског састава припада слабо сумпоритим водама са наглашеном радиоактивности (зато је погодна за рекреацију). .[3]

Радон, који се јавља у некаптираним изворима у виду многобројних мехурића погодан је за инхалацију дисајних органа. Зна се да магнезијум благотворна делује на кардиоваскуларни систем, а у води Бањице садржан је у износу од 17,6 mg/l. Флуор садржан у Бањској води у износу од 0,2mg/l је сигуран заштитник зуба, и омогућава чврстину костију, тако да они људи који је пију врше превентиву. Такође, примећено је да плитке огреботине по телу брзо зарастају при купању у бањској води што би могло да се повеже са присуством мангана. Иначе, људи највише долазе да би се лечили од ишијаса, реуматизма, и неких нервних обољења.

## Базен „Бањица“
Базен „Бањица“ је друштвено предузеће за одмор и рекреацију, основано 1985. године, које располаже са отвореним базеном олимпијских размера (на путу за Ргоште 3,5 км од Књажевца) и Смучарско – планинарским домом „Бабин зуб“ на Старој планини. Финансира се из остварених прихода (од продатих карата за купање, наплаћених пансиона за боравак у Дому, угоститељских услуга и других извора.